# 鄭自毅
鄭自毅（1898年9月24日—1988年6月22日），名維藩，筆名志毅、子毅、子翊。陝西省長安縣杜曲人。民國37年（1948年）在陝西省第一選區當選第一屆立法委員。

## 生平[2][3]
- 西安省立第三中學
- 民國10年（1921年），入北京法政大學，五四時任共進社常務代理主席、《共進》編輯、陝西旅京學生聯合會主席
- 民國15年（1926年），入廣州黃埔軍校第六期
- 民國19年（1930年）夏回陝西，歷任陝西省政府會議記錄秘書、陝西省防空協會總幹事、陝西省臨時參議會議員
- 民國20年（1931年）1月，任陝西省政府委員會記錄秘書
- 民國24年（1935年）8月，任栒邑縣縣長
- 民國25年（1936年）4月，到南京防空學校學習，10月任陝西省防空協會總幹事兼中國航空建設協會陝西分會總幹事
- 民國32年（1943年），當選陝西省臨時參議會參議員
- 民國34年（1945年），當選陝西省參議會參議員
- 民國37年（1948年），當選立法委員，曾出席第一屆立法院第一會期
- 1951年4月，西北人民革命大學學習
- 1952年8月，畢業後先後在西安市文教局、西安市文物管理 員會工作
- 1984年，任陝西省人民政府參事室參事
- 第五至七屆西安市政協委員， 陝西省文史資料委員會委員